# Jaych al-Thuwar
Jaych al-Thuwar (arabe : جيش الثوار, « L'Armée des Révolutionnaires ») est un groupe rebelle de la guerre civile syrienne.

## Affiliations
Jaych al-Thuwar affirme être affilié à l'Armée syrienne libre,,. Il fait partie des groupes qui fondent une alliance appelée les Forces démocratiques syriennes, formée le 11 octobre 2015,,. 

## Composition

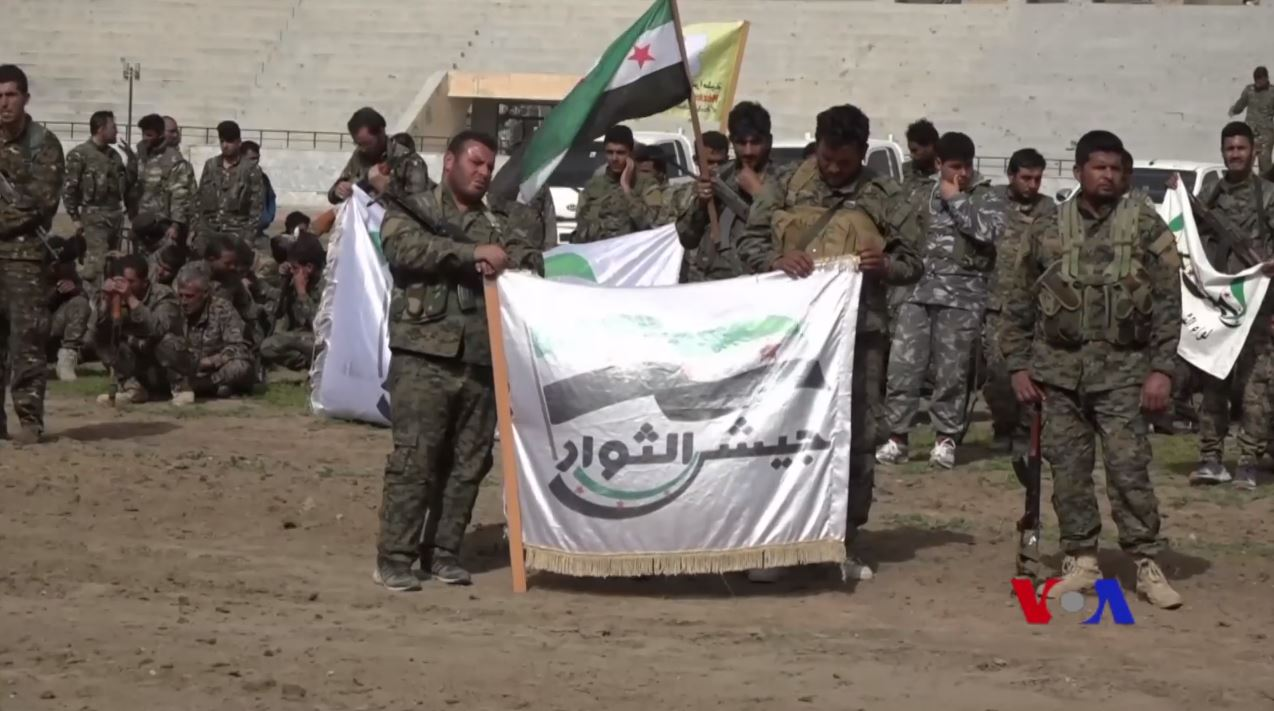
Des combattants de Jaych al-Thuwar et du Liwa Chamal al-Democrati, intégrés aux Forces démocratiques syriennes, le 6 mars 2018, dans le stade de Raqqa, annonçant leur départ à Afrine pour affronter l'armée turque.

Jaych al-Thuwar est composé d'Arabes, de Turkmènes et de Kurdes,. Il rassemble à l'origine sept groupes :
- Les Bataillons Chams al-Chamal[2],[3],[8]
- Jabhat al-Akrad[2],[3],[8]
- Le Groupe des Révolutionnaires de Homs[3],[8]
- La Brigade des Opérations spéciales[3],[8]
- Le Régiment 777[3],[8]
- La 99e Brigade d'infanterie[3],[8]
- La Brigade Sultan Selim[3],[8]
- La Brigade Seljuq[9]

Par la suite, d'autres groupes rallient l'Armée des Révolutionnaires :
- Liwa Ahfad al-Othman[8]
- Harakat al-Fedayeen al-Thawriya[8]
- Brigade 313 – Ahrar al-Aqrab[8]
- Liwa Shuhadah al-Atareb[8]
- Liwa al-Salajiqah al-Turkmani[8]
- La Brigade du Martyr Yusuf al-Quzhul[8]
- La Brigade de la Tempête du Sud[8]
- La Brigade des Aigles de la Sunnah[8]
- La Brigade de la Vérité promise[8]
- La Brigade des Combattants de la Justice[8]

## Effectifs et commandement

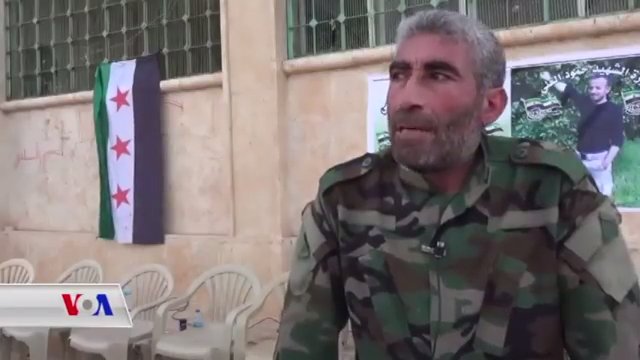
Ahmed Sultan, dit Abou Araj, le chef de Jaych al-Thuwar depuis fin 2016.

Le groupe revendique 3 000 combattants fin 2015. Il est initialement commandé par Ali Barad.

## Zones d'opérations
Jaych al-Thuwar est actif dans les gouvernorats de Alep, Idleb, Lattaquié, Homs, Hama, Raqqa et à Hassaké.

## Actions
Après son intégration aux Forces démocratiques syriennes, Jaych al-Thuwar entre en conflit avec d'autres groupes rebelles comme Ahrar al-Sham, le Front du Levant et même d'autres factions de l'Armée syrienne libre. Lors de la bataille de Tall Rifaat du 11 au 15 février 2016, Jaych al-Thuwar affronte les rebelles aux côtés des Kurdes des YPG, ce qui lui vaut également de subir quelques bombardements de l'armée turque.

## Articles
- Hasan Mustafa, « AN ANALYSIS OF JAISH AL-THUWAR (THE ARMY OF REVOLUTIONARIES) – A COMPONENT OF THE SYRIAN DEMOCRATIC FORCES », 16 novembre 2015.